# Пономарьов Степан Іванович
Пономарьов Степан Іванович (*3 (15) серпня 1828, Конотоп — †31 жовтня (13 листопада) 1913, там же) — український і російський філолог і бібліограф.

## Навчання та діяльність
Закінчив Київський університет у 1852 році. Поєднував педагогічну і науково-бібліографічну діяльність. Працював у Полтаві, з 1872 — в Конотопі.

## Творчість
Друкуватися почав 1850. Співробітничав у журналах «Отечественные записки», «Киевская Старина», газеті «Киевлянин» та інших виданнях. Редактор першого повного зібрання творів М. О. Некрасова (СПБ, 1879); започаткував літературні календарі у виданнях О. С. Суворіна; автор або співавтор (разом з Я. К. Гротом, M. М. Лісовським, В. І. Межовим та іншими) бібліографічних покажчиків праць українських і російських вчених і письменників; укладач краєзнавчих покажчиків, у тому числі про Київ і Дніпро (в зб.: «Киев в русской поэзии». К., 1878), а також біобібліографічного словника українських письменників — уродженців Київської, Полтавської, Чернігівської, Подільської та Волинської губерній (видано: «Земляки. Достопамятные уроженцы Черниговской земли», Чернигив, 1898). Автор праць «M. О. Максимович». СПБ, 1872; «Вісім листів Шевченка до різних осіб» («Киевская старина», 1883); розвідок про Л. І. Боровиковського, про зв'язки М. В. Гоголя з Україною та інше. Склав словник псевдонімів.

## Вшанування пам'яті
25 червня 2008 року Конотопській центральній міській бібліотеці було присвоєно ім’я С.І. Пономарьова.